# Distrito de Wels
El distrito de Wels-Land es un distrito político del estado de Alta Austria (Austria). La capital del distrito es la ciudad de Wels.

## Localidades con población (año 2018)
- Aichkirchen 582
- Bachmanning 704
- Bad Wimsbach-Neydharting 2533
- Buchkirchen 4038
- Eberstalzell 2627
- Edt bei Lambach 2197
- Fischlham 1328
- Gunskirchen 6037
- Holzhausen 995
- Krenglbach 3158
- Lambach 3435
- Marchtrenk 13603
- Neukirchen bei Lambach 917
- Offenhausen 1638
- Pennewang 888
- Pichl bei Wels 2863
- Sattledt 2668
- Schleißheim 1389
- Sipbachzell 1975
- Stadl-Paura 5053
- Steinerkirchen an der Traun 2371
- Steinhaus 2187
- Thalheim bei Wels 5482
- Weißkirchen an der Traun 3430